# The Oval (Belfast)
The Oval ist ein Fußballstadion in der nordirischen Hauptstadt Belfast.

## Geschichte
Im Stadion trägt Glentoran FC seit 1892 seine Heimspiele aus. Es steht in der Dee Street, in East Belfast. Im Zweiten Weltkrieg wurde The Oval 1941 bombardiert und Glentoran musste in den Grosvenor Park ausweichen. Nachdem das Stadion mit Hilfe von Cliftonville FC und Lisburn Distillery wieder aufgebaut werden konnte, wurde es im August 1949 wiedereröffnet. Bis 1953 wurden die aktuellen Tribünen aufgebaut.
Nach heutigen Auflagen und Schutzmaßnahmen passen 15.000 Zuschauer in das Stadion. Der Rekord von 55.000 Zuschauern wurde bei einem Europapokalspiel gegen die Glasgow Rangers aufgestellt.
Da neue Gesetze geplant sind, die striktere Vorschriften nach sich ziehen, erwägt der Verein, der 2003 das Gelände verkauft hat, ein neues Stadion zu errichten.
Auch das Londoner Cricket-Stadion wird mit The Oval bezeichnet.